# Тельбес
Тельбе́с (рос. Тельбес) — селище у складі Таштагольського району Кемеровської області, Росія. Входить до складу Мундибаського міського поселення.

## Населення
Населення — 19 осіб (2010; 35 у 2002).
Національний склад (станом на 2002 рік):
- росіяни — 91 %